# 麦库姆斯商学院
麦库姆斯 (McCombs) 商学院是一德克萨斯大学奥斯汀分校的一个商学院。McCombs不仅在位于奥斯汀市中心区域的主校区开设课程，其还在达拉斯、休斯顿和墨西哥城分别增设相关课程。McCombs商学院每年为他们的平均12,000名学生提供學士、硕士和博士课程，为其来自各种业务领域的93,523名成员校友基础上提供更多新人才。 除了传统的课堂学位课程，McCombs也是有14个合作研究、国际商业计划竞争 (风险实验室投资竞赛 (前称“MOOT公司”)) 和高管教育计划的中心。McCombs商学院本科项目在2016年彭博商业周刊和美国新闻与世界报道排名中均排全美第6。McCombs商学院亦是德克萨斯州历史最悠久的公立商学院。

## 历史
德克萨斯大学奥斯汀分校 (UT Austin) 成立于1883年，大学的工商管理学院成立于几十年后的1922年。 学校在之后迅速发展，在1948年建立了专业会计硕士课程，并在1955年提供其第一个高管教育计划。
20世纪90年代技术热潮和网络泡沫的影响在奥斯汀是显而易见的，给这座城市留下“硅山”的名号。McCombs开展了一个世界上最古老的经营企业间学校新创业竞赛学校，此计划充分利用了风险实验室投资竞争。1984年开始，它被称为“超级碗的世界商业计划比赛”。 在机会主义的驱使下，学校在1990年创立了第一个管理信息系统学位。MBA投资基金有限责任公司成立于1994年，成为第一个合法组成的由投资基金由工商管理硕士 (MBA) 学生管理的项目，而且后来证明此计划相当成功，其年回报率为17.5％。 此外，在1995年，McCombs成为大学里首个要求学生必须拥有一个邮箱的学院。
2000年5月11日，一家汽车经销商所有人Red McCombs宣布向德克萨斯大学奥斯汀分校捐赠5000万美元。工商管理学院和商学研究生院之后合并成新创立的Red McCombs商学院。
2007年6月，AT&T向McCombs商学院认捐了2,500万美元，用于建设行政教育和会议中心。作为财政捐款的一部分，该中心于2008年8月开放，将在未来25年内被命名为AT＆T行政教育和会议中心。

## 设施

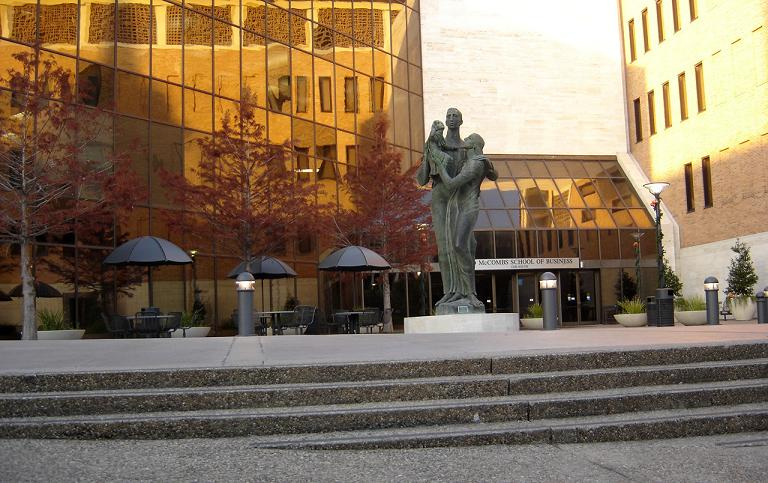
研究生商学院楼

McCombs商学院位于得克萨斯大学奥斯汀校区的中心地带。 McCombs商学院大部分是一个由三个建筑组成的建筑群。为了纪念慈善家和前工商管理学院院长George Kozmetsky博士，此建筑群被命名为George Kozmetsky商业教育中心。此建筑群位于21街和速道(Speedway)的交叉点。 McCombs商学院北面毗邻Waggner Hall (工商管理学院的前身)，东面正对格雷戈里体育馆和E.P.Schch大楼 (最后由校园总规划师保罗·克雷特监督之一) ，同时它与南面的佩里卡斯塔涅达图书馆（PCL）隔街相望。
商业经济楼 (现在的工商管理学院) 于1962年1月启用。建成时，它是校园内最大的教室建筑物，同时也是校园内第一个安装了自动扶梯的建筑物。今天，它是McCombs商学院本科课程和商业研究局的本部。此建筑面向速道 (Speedway)，且该建筑表面大部分由砖装饰，和周围大多数的地中海复兴风格建筑结构大相径庭。
1976年3月，位于现有商学院建筑旁边的新建商业研究生学院楼(GSB)启用。新的工商管理学院大楼仅作为研究生MBA课程的大楼。新建筑物以菱形形状构造以保护建筑物北侧的树丛。
AT&T行政教育和会议中心位于UT校园的西南角，是一家多功能综合体和酒店。该设施有多个大小的教室和分支房间、一个300座位的露天剧场、舞厅、三个餐厅和297间酒店客房。该中心主办了McCombs学校的所有高管教育课程，包括德克萨斯州执行教育和晚上MBA课程。 这座建筑是美国绿色建筑委员会在校园内建立的LEED银质认证标准的第一座建筑。
雕塑家、前UT美术学院教授Charles Umlauf的雕塑作品“家庭组”摆放在GSB大楼南入口的McCombs广场中央。

2012年8月，德克萨斯州立大学系统委员会批准了一个新的1.55亿美元的建议，关于新建一座45.8万平方英尺的研究生商业教育大楼为McCombs MBA学生服务。这座崭新而先进的建筑计划于2017年2月开放，它位于AT&T行政教育和会议中心对面。这个设施将被称为罗林厅。

## 学术信息
McCombs共有6426名学生 (2016年秋季)。其中包括4686名大學生，1649名研究生和99名博士生。另外6,356名大學生通过德克萨斯州商业基础计划 (德克萨斯州BFP) 完成课程，总入学人数为12,790。所有學士班课程都在奥斯汀的主校区，而近四分之一的研究生课程在德克萨斯州中部以外的达拉斯，休斯顿和墨西哥城开设。
除了传统的毕业规划，McCombs提供了一个为期五年的课程，此项目内的学生将同时获得专业会计（MPA）学位的BBA和硕士学位。 德克萨斯州的BFP项目为非商业专业人士提供了机会。在德克萨斯大学奥斯汀分校攻读任何本科课程的同时，掌握商业经营的基础知识和商业经验。除了现有的學士班课程工作外，商业基础计划的学生还要参加7门商务课程（两个小学和五个高中）。完成该计划的学生能够将他们的未成年人融入他们未来的事业。

### 录取
在2016年秋季申请季中，在7759名申请人里，有1960人被學士班课程录取。 与得克萨斯大学奥斯汀大学和大学本身的大学和学校不同，McCombs不接受春季或夏季的申请。准学生必须在秋季学期才申请入学。 大學生和研究生申请者有类似的录取要求。申请人将根据推荐信、短文、成绩单和简历进行全面评估。 然而，鼓励MBA申请人至少有两年的全职工作经验，并需要参加研究生管理入学考试 (GMAT)。 在2016年秋季，McCombs学校收到了超过2500份全职MBA课程的申请，其班级规模为260人 。

### 项目组织
McCombs商学院颁发工商管理学士学位 (BBA)、工商管理硕士 (MBA)、专业会计硕士 (MPA)、商业分析科学硕士 (MSBA)、資訊技術管理科學碩士（MSITM)、金融科学硕士 (MSF)、技术商业化科学硕士 (MSTC)、市场营销科学硕士 (MSM)、哲学博士 (PhD)，以及完成不成熟的执行教育计划的证书。 在McCombs商学院授予博士学位的计划分为五个学术部门：会计、财务、信息、风险和运营管理(IROM)、管理和营销。   第六个部门：商业、政府和社会，成立于2010年，不授予博士学位。
其中，金融专业的学生分为六个不同的专业分支：
1. 公司财务和投资银行：培养学生作为企业财务部门的联系人，作为公司或投资银行的金融分析师，以及作为管理顾问的职业。
2. 能源金融：培养学生在能源部门的项目融资、估价和风险管理等职位做准备。
3. 投资管理：为学生提供适合作为投资基金、投资银行或其他金融机构的金融分析师的起点职位的背景。
4. 金融市场/银行：培养学生的各种金融机构相关的职业背景，如贷款人员和金融分析师。
5. 房地产：让学生在房地产商业经纪和评估，抵押银行，贷款承销，房地产开发和投资和物业管理职位做好准备。
6. 一般财务：为不想涉足某一特定金融专业领域的学生开设。

### 商业荣誉课程 (BHP)
入学是基于高中班级和课外活动，通常只提供给毕业班的前2％的学生。商业荣誉课程由一些McCombs学校的最有经验的教师教授。重点放在课堂讨论、演示、案例研究分析和实际业务决策的研究。 BHP课程的入学者仅限于该课程的学生，并且班级规模小（一般为30-45岁）。 BHP学生通常有很高的起薪，这为McCombs招收外州学生时提供了一个方便的统计数据。

### 科研
McCombs拥有十多个专注于各种商业和投资领域的合作研究中心。根据中心的专业，研究中心是该部门的学术部门和研究信息的一部分。

### 排名
McCombs商学院课程目前相关排名如下:
工商管理学士学位 (BBA)

6 Bloomberg Businessweek (4/16)

6 U.S. News (9/16)

工商管理硕士 (MBA)

1 U.S. News, "Best Bang for Buck" (Highest Salary-to-Debt Ratio)(7/16)

14 Forbes (9/15)

16 U.S. News (3/16)

18 Poets & Quants (11/15)

18 Business Insider, U.S. rank (12/15)

21 Financial Times, U.S. rank (1/17)

21 Bloomberg Businessweek (10/16)

21 Eduniversal U.S. rank (1/16)

行政工商管理硕士 (Executive MBA)

11 Eduniversal U.S. rank (1/16)

17 U.S. News (3/16)

18 The Economist (5/15)

18 Poets & Quants for Executives (5/14)

20 Financial Times, U.S. rank (10/16)

Working Professional MBA

7 U.S. News (3/16)

15 Bloomberg Businessweek (10/15)

高管教育

20 Financial Times, U.S. rank (5/15)

MS in Business Analytics

3 Master's in Data Science (8/16)

5 TFE Times (1/16)

MS in Marketing

3 College Choice (1/17)

MS in Technology Commercialization

6 for Entrepreneurship, U.S. rank, Eduniversal (1/16)

博士课程

15 博士学位, Financial Times, Global (1/15)

Research Rankings

5 全球商学院研究排名, University of Texas at Dallas (1/16)

14 智力资本, Bloomberg Businessweek (11/14)

20 教师研究出版物, Financial Times, Global (1/16)

会计

1 会计, U.S. News (9/16)

1 会计 (研究生), U.S. News (3/16)

1 本科课程, Public Accounting Report (8/16)

1 硕士课程, Public Accounting Report (8/16) 

1 博士课程, Public Accounting Report (8/16)

1 会计研究, 全球排名, 记录自1990年起, BYU Accounting Research Rankings (2014)

1 会计 (研究生), Accounting Degree Review (11/15)

本科专业排名

1 会计, U.S. News (9/16)

1 会计, Public Accounting Report (8/16)

4 供应链, Gartner, Inc. (8/14)

5 金融, U.S. News (9/16)

5 管理, U.S. News (9/16)

5 市场, U.S. News (9/16)

5 管理信息系统 (MIS), U.S. News (9/16)

7 房地产, U.S. News (9/16)

8 创业, U.S. News (9/16)

8 保险, U.S. News (9/16)

9 供应链管理/物流, U.S. News (9/16)

10 生产/运营管理, U.S. News (9/16)

10 定量分析/方法, U.S. News (9/16)

21 国际贸易, U.S. News (9/16)

研究生专业排名

1 会计, U.S. News (3/16)

1 会计, 硕士水平, Public Accounting Report (8/16)

1 会计 (研究生), Accounting Degree Review (11/15)

1 信息系统, College Choice (8/16)

3 西班牙裔MBA课程, Hispanic Business (8/14)

3 信息系统, U.S. News (3/16)

6 创业, U.S. rank, MSTC Program, Eduniversal (1/16)

6 创业, U.S. News (3/16)

7 拉丁美洲裔全球MBA项目, U.S. rank, AmericaEconomia (7/16)

8 创业, Financial Times, (1/16)

8 金融市场, Eduniversal (1/16)

8 供应链, Gartner, Inc. (9/14)

8 最佳校园环境, Princeton Review (10/16)

9 MBA就业能力, Poets & Quants (12/13)

11 市场, U.S. News (3/16)

12 创业, Princeton Review / Entrepreneur Magazine (11/16)

12 管理, U.S. News (3/16)

15 金融, U.S. News (3/16)

16 生产/运营管理, U.S. News (3/16)

16 供应链管理/物流, U.S. News (3/16)

16 公司财务, U.S. rank, Eduniversal (1/16)

17 墨西哥裔最佳全球MBA, U.S. rank, Expansion (2/16)

## 人物

### 校友

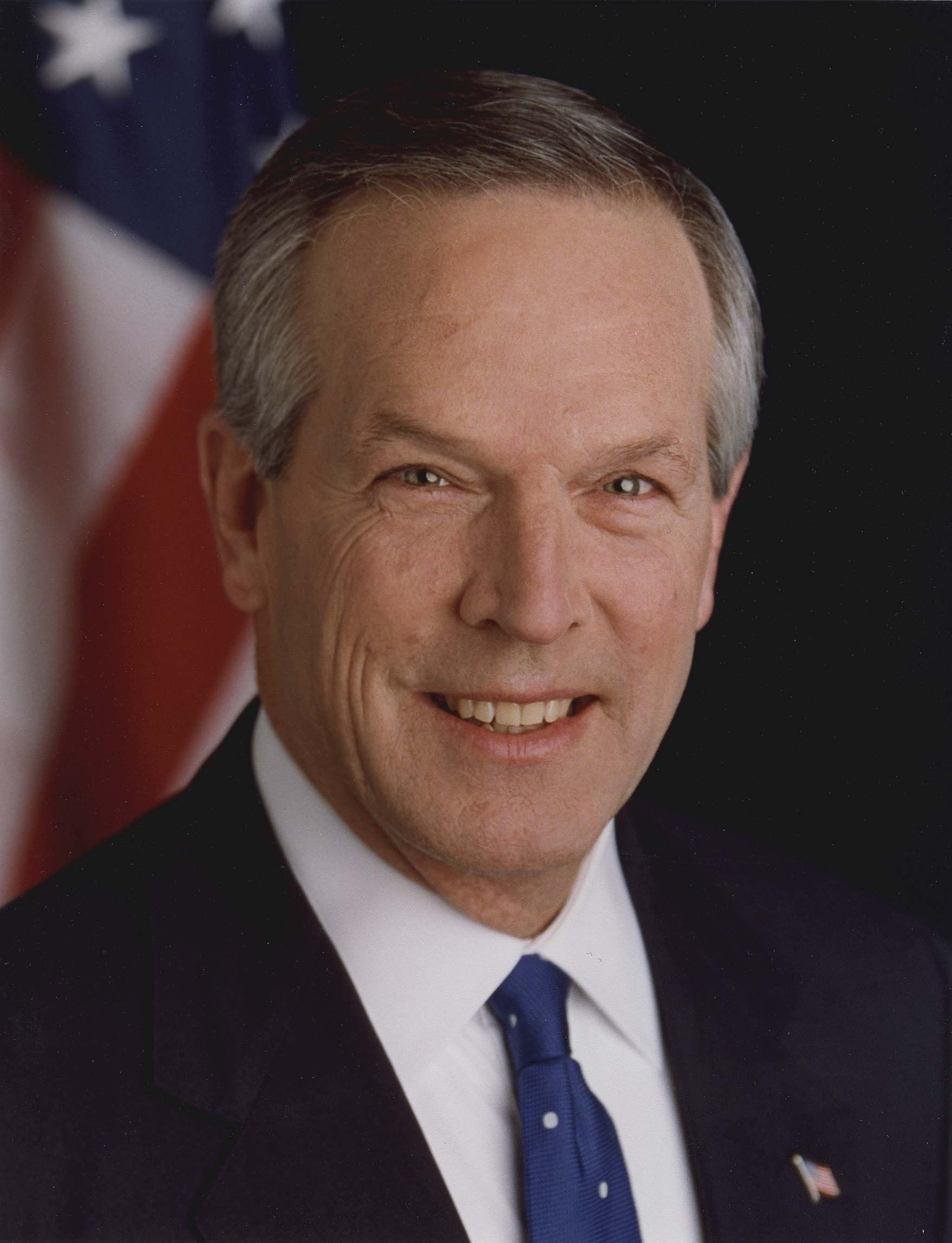
唐纳德·埃文斯—乔治·沃克·布什內閣的商務部長，於1974年獲得工商管理碩士

McCombs的毕业生普遍获得有竞争力的薪水，并会被世界上一些最好的公司录取。此外，McCombs毕业生的一个巨大优势是，许多公司的总部或大区分部都位于德克萨斯州内。鉴于这些公司希望聘请当地MBA（例如，石油和天然气投资银行部门），他们的首选自然是从McCombs商学院招聘。反过来，使McCombs毕业生从就业市场，其他毕业生面临在市场上更多集中的顶级商学院（例如，纽约）。此外尽管进来经济衰退，但由于德克萨斯州的就业市场蓬勃，McCombs继续为其毕业生保持非常高的就业率。 McCombs的招聘人员包括普华永道、安永、德勤、毕马威、美银美林、摩根大通、瑞士信贷、戴尔、花旗集团、波士顿咨询集团、微软、雪佛龙和BP.
商学院的校友包括：
- 标杆资本的风投 Bill Gurley '93
- 德克萨斯州州长 格雷格·阿博特 '81[82]
- 西南航空 CEO Gary C. Kelly '74[83]
- 亨氏食品公司 CEO William R. Johnson '74[84]
- 前德州遊騎兵所有者Thomas O. Hicks '68[85]
- 康菲公司 CEO James Mulva (BBA) '68 & (MBA) '69[86]
- 美国国民油井华高公司 CEO Clay C. Williams
- Donald Evans '73, 前美国商务部长[87]
- C. John Wilder, TXU前CEO
- 该学院名称来源Red McCombs也曾经就读于该学院, going on to co-found Clear Channel Communications and co-own the San Antonio Spurs, the Denver Nuggets, and the Minnesota Vikings.[88]

### Faculty
截至2015-2016学年，McCombs学校拥有192名全职教师。 Jay C. Hartzell 是德克萨斯大学奥斯汀分校McCombs商学院第12任院长。他在纽约大学斯特恩商学院教书后于2001年加入UT，在他目前的职位之前，他在McCombs学校担任过几个关键的行政职务。他最着名的职位包括他担任学术事务高级副院长、财务部主席和McCombs学校的房地产金融和投资中心的执行董事。 Hartzell博士拥有商业教育领导力百年主席和Trammell Crow Regents商业教授。他持有B.S.在三一大学的工商管理和经济学 (优等) 和博士学位。在德克萨斯大学奥斯汀分校的金融。他的研究重点是房地产金融，企业金融和公司治理。